# Чупаховский поселковый совет
Чупаховский поселковый совет (укр. Чупахівська селищна рада) — входит в состав
Ахтырского района
Сумской области
Украины.
Административный центр поселкового совета находится в 
пгт Чупаховка.

## Населённые пункты совета
- пгт Чупаховка
- с. Коновалик
- с. Оленинское
- с. Софиевка